# 1887 v športu
1887 v športu.

## Bejzbol
- World Series - Detroit NL premagajo St Louis AA z 10-5 v tekmah
- Dve pomembnejši ligi (NL in AA) se dogovorita in sprejmeta skupna pravila.
- Nekaj tednov se igra National Colored Base Ball League, dokler ne doživi poloma.
- Pet črncev igra v International League, najvišji nižji ligi, kar je višek medrasne integracije v poklicnem bejzbolu.

## Golf
- Odprto prvenstvo Anglije - zmagovalec Willie Park, Jnr.
- Britansko amatersko prvenstvo - zmagovalec Horace Hutchinson

## Konjske dirke
- 11. maj: Kentucky Derby - zmagovalec Montrose

## Nogomet

### Anglija
- FA Cup - Aston Villa premagajo West Bromwich Albion z 2-0
- Ustanovljen je Barnsley F.C.
- Ustanovljen je Weston-super-Mare A.F.C.

### Nemčija
- Ustanovljen je Hamburger SV

### Škotska
- Ustanovljen je Celtic Glasgow

## Veslanje
- Regata Oxford-Cambridge - zmagovalec Cambridge

## Nogomet(z avstralskimi pravili)
- Carlton Football Club osvoji prvenstvo Victorian Football Association
- Jack Worrall je nagrajen s častnim naslovom Prvak kolonije
- Norwood Football Club osvoji prvenstvo South Australian Football Association
- Unions Football Club osvoji prvenstvo Western Australian Football Association

## Jadranje
- New York Yacht Club ubrani America's Cup, saj Volunteer porazi britanskega izzivalca Thistle od Royal Clyde Yacht Cluba, z 2-0 v regatah

## Rojstva
- 26. februar — Grover Cleveland Alexander, ameriški bejzbolist († 1950)
- 9. marec — Phil Mead, angleški kriketaš († 1958)
- 15. april — Mike Brady, ameriški golfist († 1972)
- 2. maj — Eddie Collins, ameriški bejzbolist († 1951)
- 28. maj — Jim Thorpe, ameriški atlet († 1953)
- 16. julij — Shoeless Joe Jackson, ameriški bejzbolist († 1951)
- 24. julij — Gerard Bosch van Drakestein, nizozemski dvoranski kolesar  († 1972)
- 24. avgust — Harry Hooper, ameriški bejzbolist († 1974)
- 26. september — Frigyes Wiesner, madžarski atlet († 1938)
- 28. september — Avery Brundage, ameriški športni funkcionar († 1975)
- 30. oktober — Victor Henny, nizozemski atlet († 1941)
- 6. november — Walter Johnson, ameriški bejzbolist († 1946)